# 五道营乡
五道营乡，是中华人民共和国河北省承德市丰宁满族自治县下辖的一个乡镇级行政单位。

## 行政区划
五道营乡下辖以下地区：
五道营村、三道营村、九道沟村、十道沟村、十七道沟村、邓栅子村、长胜堡村和南台村。